# Rhododendron micranthum
Rhododendron micranthum är en ljungväxtart som beskrevs av Porphir Kiril Nicolai Stepanowitsch Turczaninow. Rhododendron micranthum ingår i släktet rododendron, och familjen ljungväxter. Inga underarter finns listade i Catalogue of Life.